# José Luis Berasategui Goicoechea
José Luis Berasategui Goicoechea (Bilbao, 25 de gener de 1920 – 3 de febrer de 1990) fou un polític basc, darrer alcalde franquista de Bilbao.

## Biografia
El 1931 començà a estudiar a l'Escola d'Alts Estudis Mercantils de Bilbao. En esclatar la guerra civil espanyola s'allistà voluntari al Terç Carlí de Lacar, i fou ferit i mutilat en combat. El 1944 fou ascendit a capità del Cos d'Intendència Militar.
El 1944 va obtenir els títols d'actuari d'Assegurances a l'Escola Central Superior de Comerç de Madrid i de professor mercantil a l'Escola d'Alts Estudis Mercantils de Bilbao. Des del 1946 hi serà catedràtic de Matemàtiques, el 1948 interventor i el 1952 director, càrrec que va ocupar fins al 1972.
El 1955 va intervenir en la creació de la Facultat de Ciències Econòmiques de Bilbao, germen de la futura Universitat del País Basc. De 1967 a 1973 també fou director de l'Escola Oficial d'Idiomes de Bilbao. Ja el 1965 formà part de l'equip de govern de l'ajuntament de Bilbao com a “consejero de educación”, alhora que des del 1960 col·laborava com assessor al Ministerio de Educación Nacional, de manera que el 1962 fou convidat a visitar diverses universitats dels Estats Units. El 1973 formà part de l'equip assessor del Ministeri d'Hisenda encarregat de redactar el nou Pla General de Comptabilitat. A finals de 1974 és nomenat quart tinent d'alcalde de Bilbao i president de la comissió d'hisenda. El 17 de novembre de 1975 també fou nomenat procurador a Corts.
Arran de la dimissió de Pilar Careaga Basabe, el 22 de juliol de 1975 és nomenat alcalde de Bilbao. Destacà per la seva manca de vincles amb l'alta burgesia de Bilbao, i malgrat ser excombatent, per la manca de perfil polític. El seu mandat fou força convuls, ja que hi foren assassinats per ETA Augusto Unceta Barrenechea (director del Consorci de Transports de Biscaia) i Javier Ybarra y Bergé (ex alcalde i prohom franquista), i fou ferida la seva antecessora Pilar Careaga. El 1977 fou nomenat vicepresident de l'Associació d'Alcaldes d'Espanya i fou proposat com a membre del Consell del Regne. El mateix any legalitza l'ús de la ikurriña en actes oficials de l'ajuntament. Els seus darrers anys es van veure marcats pel conflicte amb els veïns del barri d'Otxarkoaga (Begoña).
En convocar-se les eleccions municipals espanyoles de 1979 decidí no presentar-se i abandonà la política, tot centrant-se en la tasca acadèmica. El 1982 fou nomenat director de l'Escola Universitària d'Estudis Empresarials de Bilbao i fins a 1987 participa en la formació de tribunals d'oposició. Va morir als 70 anys d'una complicació en un procés gripal.